# ジョン・アダムズ (原子力潜水艦)
|           |                                                  |
| 艦歴      |                                                  |
| 発注:     | 1960年7月23日                                    |
| 起工:     | 1961年5月19日                                    |
| 進水:     | 1963年1月12日                                    |
| 就役:     | 1964年5月12日                                    |
| 退役:     | 1989年3月24日                                    |
| その後:   | 原子力艦再利用プログラム                         |
| 除籍:     | 1989年3月24日                                    |
| 性能諸元  |                                                  |
| 排水量:   | 6,700トン                                        |
| 全長:     | 129.6 m (425 ft)                                 |
| 全幅:     | 10 m (33 ft)                                     |
| 吃水:     | 9.6 m (31.5 ft)                                  |
| 機関:     | 原子力ギアード・タービン                         |
| 主機関:   | S5W原子炉                                        |
| 最大速度: |                                                  |
| 兵員:     |                                                  |
| 兵装:     | 潜水艦発射弾道ミサイル16基 21インチ魚雷発射管4門 |

ジョン・アダムズ(USS John Adams, SSBN-620)は、アメリカ海軍の原子力潜水艦。ラファイエット級原子力潜水艦の4番艦。艦名は第2代大統領ジョン・アダムズに因む。艦名はジョン・アダムズの息子である第6代大統領ジョン・クインシー・アダムズにも因む。ジョン・クインシー・アダムズの艦名はブルー班が乗り組んだときに使用された。

## 艦歴
ジョン・アダムズの建造は1960年7月23日にメイン州キタリーのポーツマス海軍造船所に発注され、1961年5月19日に起工する。1963年1月12日にジェームズ・C・マニー夫人によって命名、進水し、1964年5月12日にブルー班艦長ランド・W・ザック・ジュニア中佐およびゴールド班艦長ポール・J・アーリー中佐の指揮下就役する。
ジョン・アダムズは17隻目の弾道ミサイル原子力潜水艦であり、その退役時には75回の哨戒を完了し、2番目に古い弾道ミサイル原子力潜水艦であった。
1963年1月12日の進水時、ジョン・アダムズは氷の張ったピスカタクォ川に滑り込んだ。1964年5月12日の就役後、16回の戦略抑止哨戒を完了し、1968年8月にオーバーホールおよび近代化のために、ワシントン州ブレマートンのピュージェット・サウンド海軍造船所に入る。作業は1969年8月10日に完了し、ジョン・アダムズは太平洋艦隊の1ユニットとして任務に復帰した。ゴールド班乗組員による示威整調活動では2発のポラリスミサイルを発射し、その後パナマ運河を通過してブルー班の待つハワイへ向かった。
32回目の哨戒を完了すると、ジョン・アダムズはメイン州キタリーのポーツマス海軍造船所で2度目のオーバーホールおよびポセイドンミサイル運用改修が行われた。オーバーホールが完了すると大西洋艦隊の1ユニットとして任務に復帰する。
更にサウスカロライナ州チャールストン、スコットランドのホーリー・ロッホからの43回の哨戒完了後、ジョン・アダムズはパナマ運河を通過して、不活性化のためにピュージェット・サウンド海軍造船所に入る。
ジョン・アダムズは1989年3月24日に退役し、同日除籍された。その後ワシントン州ブレマートンで原子力艦再利用プログラムに従って解体され、作業は1996年2月12日に完了した。